# جون فينلي ويليامسون
جون فينلي ويليامسون (بالإنجليزية: John Finley Williamson)‏ هو معلم موسيقى أمريكي، ولد في 23 يونيو 1887 في كانتون في الولايات المتحدة، وتوفي في 28 مايو 1964 في توليدو في الولايات المتحدة.

## وصلات خارجية
- جون فينلي ويليامسون على موقع ميوزك برينز (الإنجليزية)
- جون فينلي ويليامسون على موقع أول ميوزيك (الإنجليزية)
- جون فينلي ويليامسون على موقع ديسكوغز (الإنجليزية)